# Xot de les Visayas
El xot de les Visayas (Otus nigrorum) és una espècie d'ocell de la família dels estrígids (Strigidae). Habita els boscos de les illes de Negros i Panay, a les Filipines. El seu estat de conservació es considera vulnerable.

## Taxonomia
Va ser considerada una subespècie d'Otus megalotis fins que recentment ha estat considerada una espècie de ple dret, arran els treballs de Miranda et al (2011),